# Saccolabiopsis viridiflora
Saccolabiopsis viridiflora är en orkidéart som beskrevs av Leonid Vladimirovitj Averjanov. Saccolabiopsis viridiflora ingår i släktet Saccolabiopsis och familjen orkidéer. Inga underarter finns listade i Catalogue of Life.